# Wieża ciśnień w Bartoszycach
Wieża ciśnień w Bartoszycach – wieża wodna znajdująca się w Bartoszycach przy ulicy Limanowskiego 1, wybudowana około 1904 roku, eksploatowana od 1912 do lat 70. XX wieku. W 1991 została wpisana do Rejestru Zabytków.